# Ernest Glinne
Ernest Glinne (Forchies-la-Marche, 30 maart 1931 - Courcelles, 10 augustus 2009) was een Belgisch politicus voor de PS, later voor Ecolo en de RWF. Hij profileerde zich als laïcist en republikein.

## Levensloop
Als licentiaat in de politieke, administratieve en diplomatieke wetenschappen aan de ULB ging Glinne van 1954 tot 1961 als bediende aan de slag op het Studiebureau van Socialistische Coöperatieven van België. 
Als socialistisch en Waalsgezind militant was hij in 1956 medeoprichter van de Waalsgezinde krant La Gauche. Aandachtig voor de bevrijdingsbewegingen in Afrika streed hij actief voor de verovering van de Algerijns onafhankelijkheid. In januari 1960 was Glinne ook een van de Belgische deelnemers aan een rondetafelconferentie die gedurende een maand debatteerde over de toekomst van Belgisch Congo.
Tijdens de acties tegen de Eenheidswet in de winter van 1960-'61 trad Ernest Glinne toe tot het Mouvement populaire wallon van André Renard, waarvoor hij afdelingsverantwoordelijke zou worden. Zijn acties maakten indruk binnen de PSB-federatie van het arrondissement Charleroi en hij werd voor de verkiezingen van maart 1961 op de Kamerlijst voor dit arrondissement geplaatst. Hij werd verkozen en bleef volksvertegenwoordiger tot maart 1980. Als gevolg van de toen bestaande dubbelmandaten zetelde hij tijdens deze periode eveneens in de Cultuurraad voor de Franse Cultuurgemeenschap (1971-1980) en de voorlopige Waalse Gewestraad (1974-1977). Op lokaal politiek niveau was Glinne van 1965 tot 1994 gemeenteraadslid van Courcelles, waar hij van 1965 tot 1978 burgemeester en daarna van 1979 tot 1994 eerste schepen en schepen voor Cultuur was. 
Binnen de PSB en vervolgens de PS behoorde hij tot de linkervleugel van de partij. Hij diende in december 1966 een wetsvoorstel in 'tot bestraffing van bepaalde door racisme of xenofobie ingegeven daden', maar het werd afgewezen. Hij diende het telkens opnieuw in tot de Antiracismewet in 1981 werd aangenomen. Ook zette hij zich in voor de toekenning van stemrecht aan immigranten. In de Kamer toonde hij eveneens belangstelling voor internationale kwesties en stond hij tevens bekend als een verdediger van het federalisme en een programma van antikapitalistische structuurhervormingen. Samen met partijgenoten als Léon Hurez, André Cools en Freddy Terwagne behoorde hij in het begin van zijn parlementaire loopbaan tot de jonge Waalsgezinde rebellen binnen de socialistische partij, die zich verzetten tegen de communautaire koers van de partij en de overheveling van de Voerstreek naar Vlaanderen. Als gevolg hiervan werd Glinne in 1963 een spreekverbod van drie maanden opgelegd door het partijbureau van de PSB. 
Toen de PSB in 1964 het lidmaatschap van de partij onverenigbaar maakte met lidmaatschap van de Mouvement populaire wallon, besloot hij voor de partij te kiezen, in de hoop de PSB in de richting van zijn federalistische en progressieve ideeën te doen evolueren. In 1969-1970 was Glinne rapporteur van de Kamercommissie voor de Herziening van de Grondwet. Zijn halsstarrige wil om een volwaardig statuut toe te kennen aan het Brussels Gewest, leidde echter tot systematisch verzet van de Vlaamse parlementsleden en hierdoor dreigden de lopende onderhandelingen te mislukken. Om die reden diende Glinne in juni 1970 van zijn partij ontslag te nemen uit de commissie. Dit verhinderde hem niet om later dat jaar in te stemmen met de wet voor economische decentralisatie van zijn partijgenoot Freddy Terwagne, alsook met de andere decreten die onderdeel waren van de eerste staatshervorming. In januari 1973 werd Ernest Glinne minister van Arbeid en Tewerkstelling in de regering-Leburton, wat hij zou blijven tot in april 1974. 
Van 1968 tot 1973 en van 1974 tot 1977 werd Glinne daarnaast ook lid van het Europees Parlement, vanaf 1979 als rechtstreeks verkozene, en bleef er zetelen tot in 1994. In 1979 werd hij onmiddellijk fractievoorzitter van de socialistische fractie in het eerste rechtstreeks verkozen Europees Parlement. Tijdens zijn verscheidene mandaten als Europarlementslid was hij voorzitter van de Economische en monetaire commissie en lid van de Commissie ontwikkelingssamenwerking, van de Commissie regionaal beleid en ruimtelijke ordening, van de Politieke commissie, van de Commissie sociale zaken, werkgelegenheid en arbeidsmilieu, en van de Commissie institutionele zaken. Van 1984 tot 1992 was hij eveneens quaestor. Als Europees Parlementslid reisde Glinne bovendien regelmatig naar landen waar de mensenrechten werden geschonden en was hij er voorstander van om het Europees Parlement uitsluitend in Brussel te vestigen. 
In maart 1980 nam Glinne ontslag uit de Kamer om zich meer te richten op zijn werkzaamheden in het Europees Parlement. In februari 1981 stelde hij zich kandidaat voor het partijvoorzitterschap van de PS en maar hij verloor met 47,6 procent van de stemmen nipt van Guy Spitaels. Bij de verkiezingen later dat jaar stond hij als eerste opvolger op de PS-Kamerlijst in het arrondissement Charleroi. Toen Jean-Claude Van Cauwenberghe begin 1983 ontslag nam als volksvertegenwoordiger om burgemeester van Charleroi te worden, volgde Glinne hem op. Hij kwam hierdoor automatisch ook in de Waalse Gewestraad en de Raad van de Franse Gemeenschap terecht. Na zijn herverkiezing in het Europees Parlement in juni 1984 nam Glinne definitief ontslag uit zijn nationale parlementaire functies. Tien jaar later, in 1994, verliet hij de actieve politiek.
In maart 1998 verliet Glinne de PS, omdat hij zich niet meer herkende in de koers van de partij. Met Jean Guy richtte hij vervolgens de beweging Espace Citoyen op, die zijn steun uitsprak voor de partij Ecolo. Bij de gemeenteraadsverkiezingen van 2000 en 2006 in Courcelles kwam hij op voor Ecolo en werd hij telkens verkozen. Hij bleef gemeenteraadslid van begin 2001 tot aan zijn overlijden in 2009. Vanaf april 2009 zetelde hij niet meer voor Ecolo, maar meldde hij voortaan te zetelen als lid van de Rassemblement Wallonie-France (RWF). Bij de Europese verkiezingen 2009 kwam hij als eerste opvolger op voor de RWF, hij werd echter niet verkozen. Kort nadien overleed Ernest Glinne op 77-jarige leeftijd.